# Hospice Saint-Christophe d'Arlberg

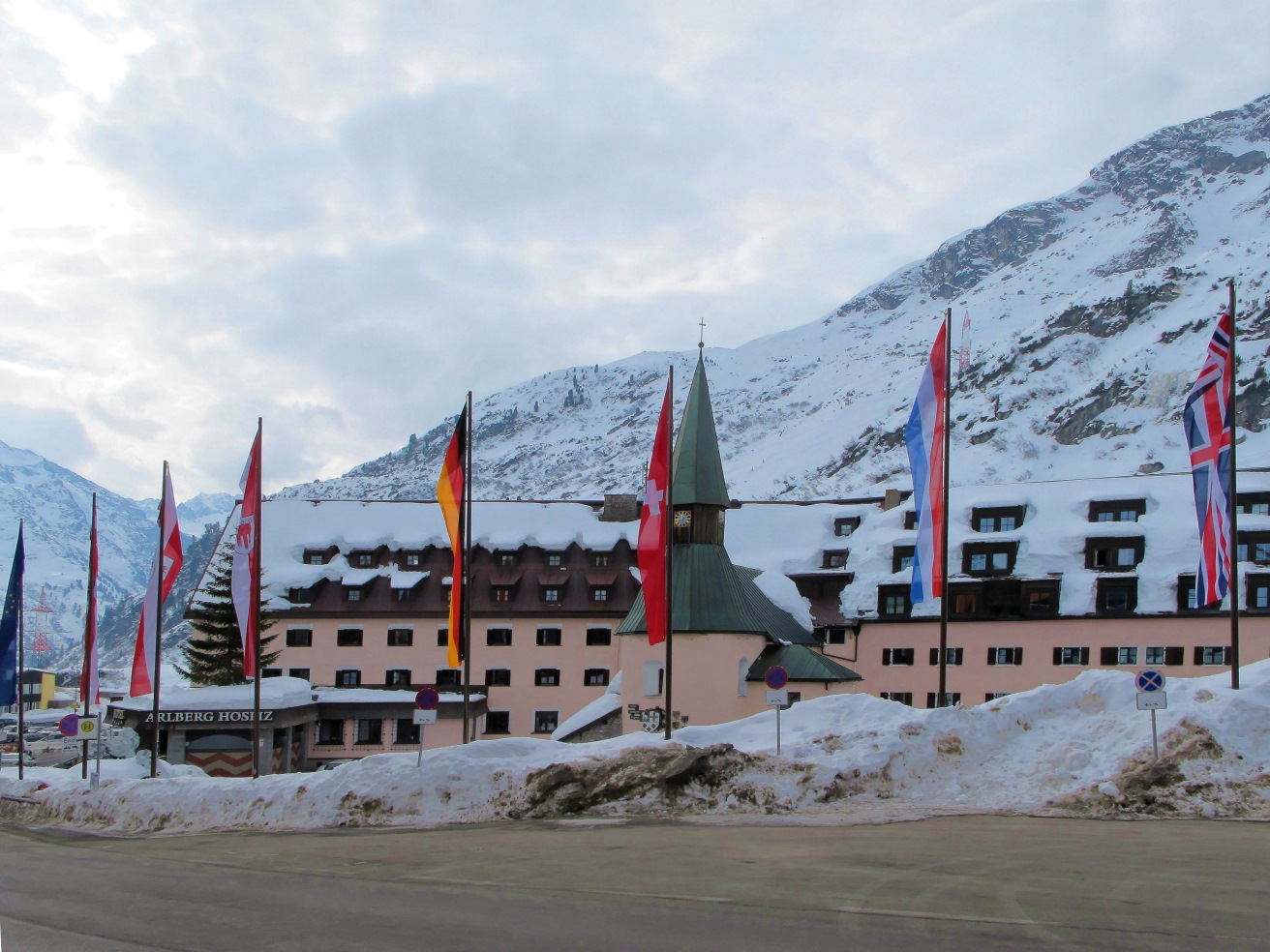
L'hospice et chapelle Saint-Christophe en 2006.

L'hospice Saint-Christophe d'Arlberg est un complexe hôtelier situé à St. Christoph am Arlberg, un quartier de la commune Sankt Anton am Arlberg au Tyrol, en Autriche.
Initialement conçu comme un refuge doté d'une chapelle pour les voyageurs empruntant le col de l'Arlberg, l'hospice est maintenant un hôtel de luxe, et aussi le siège de la confrérie de saint Christophe d'Arlberg.

## Histoire

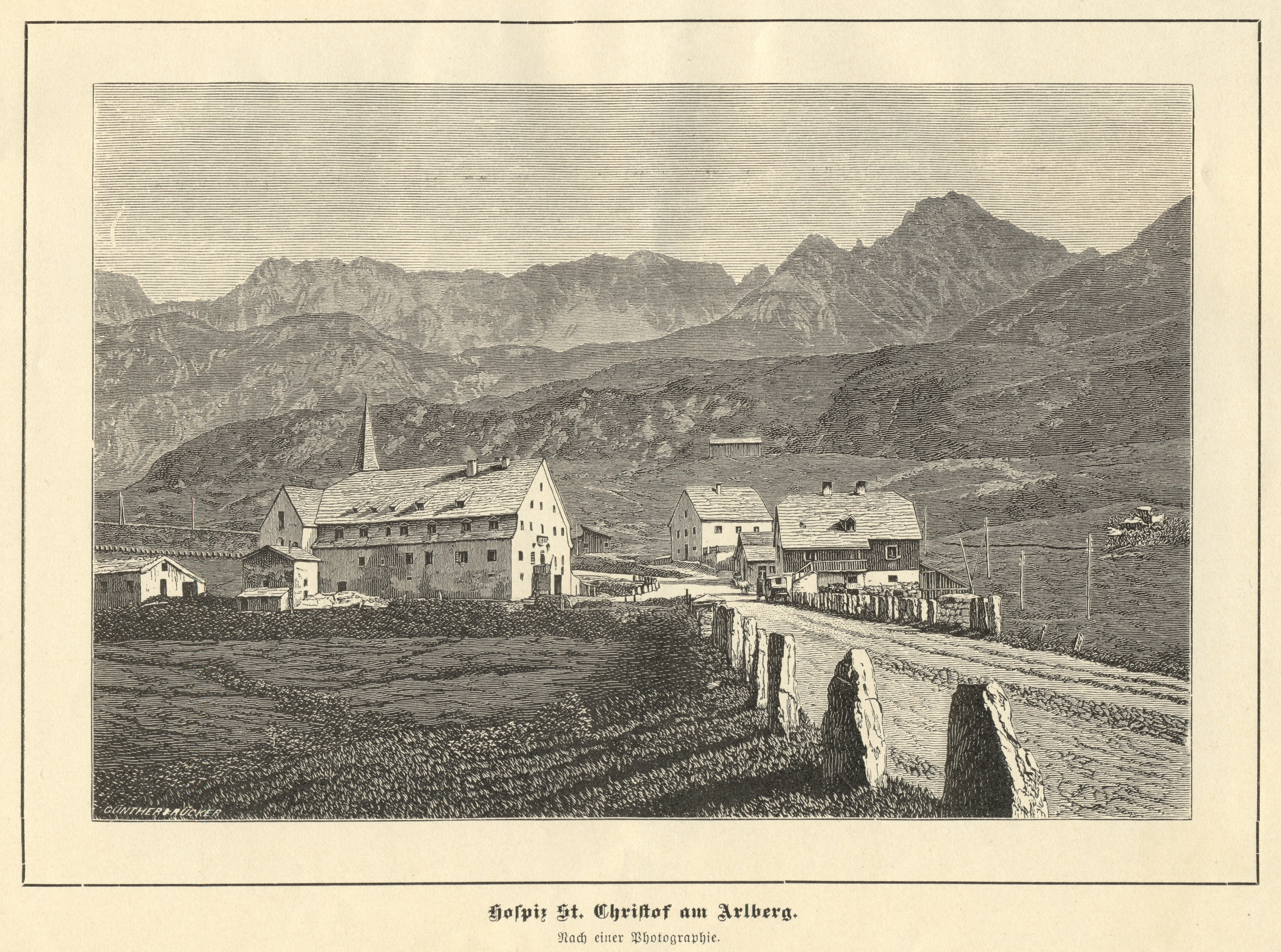
L'hospice et chapelle Saint-Christophe en 1889.

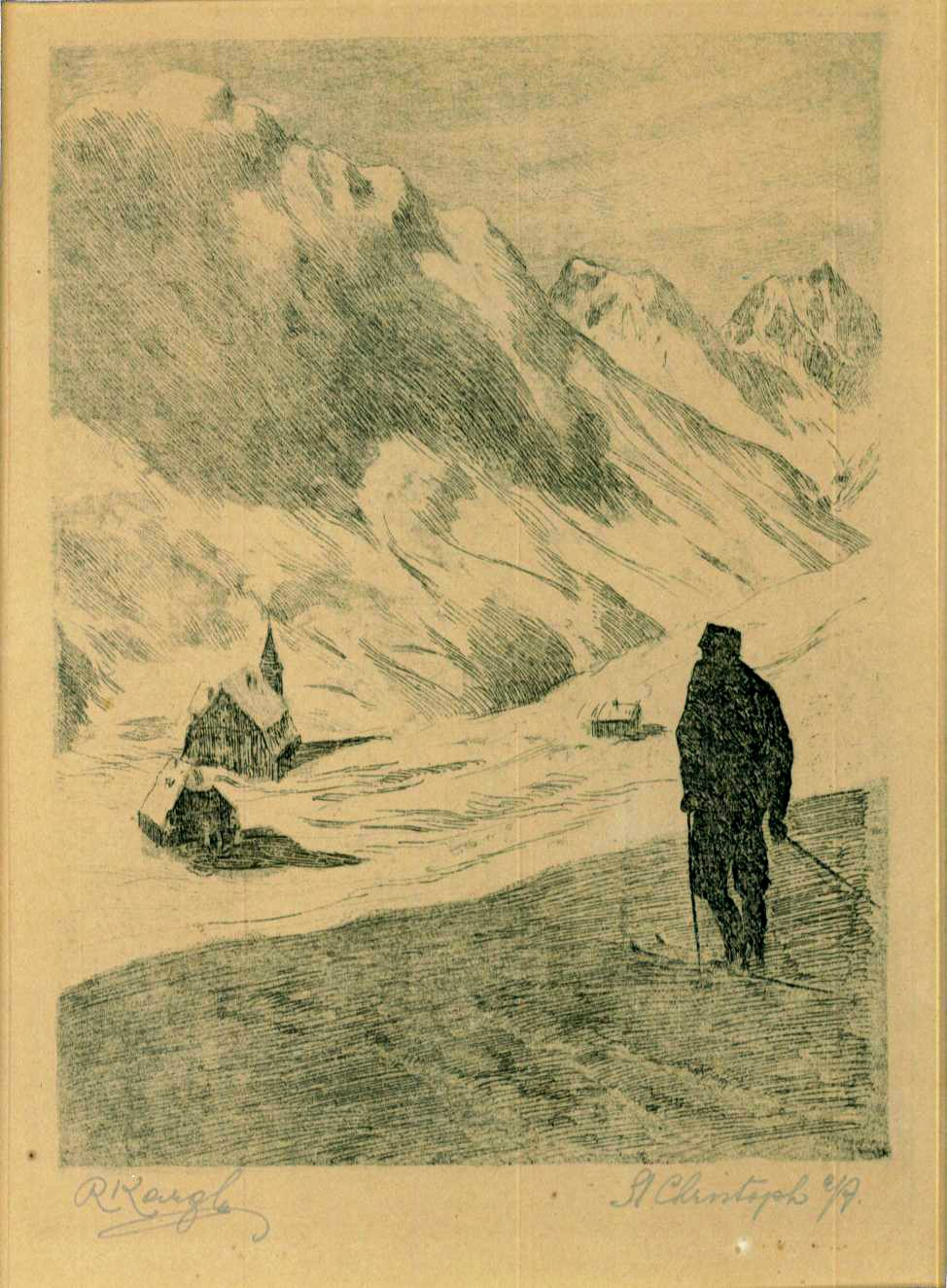
, Skieur contemplant le col de l'Arlberg et l’hospice (1917).

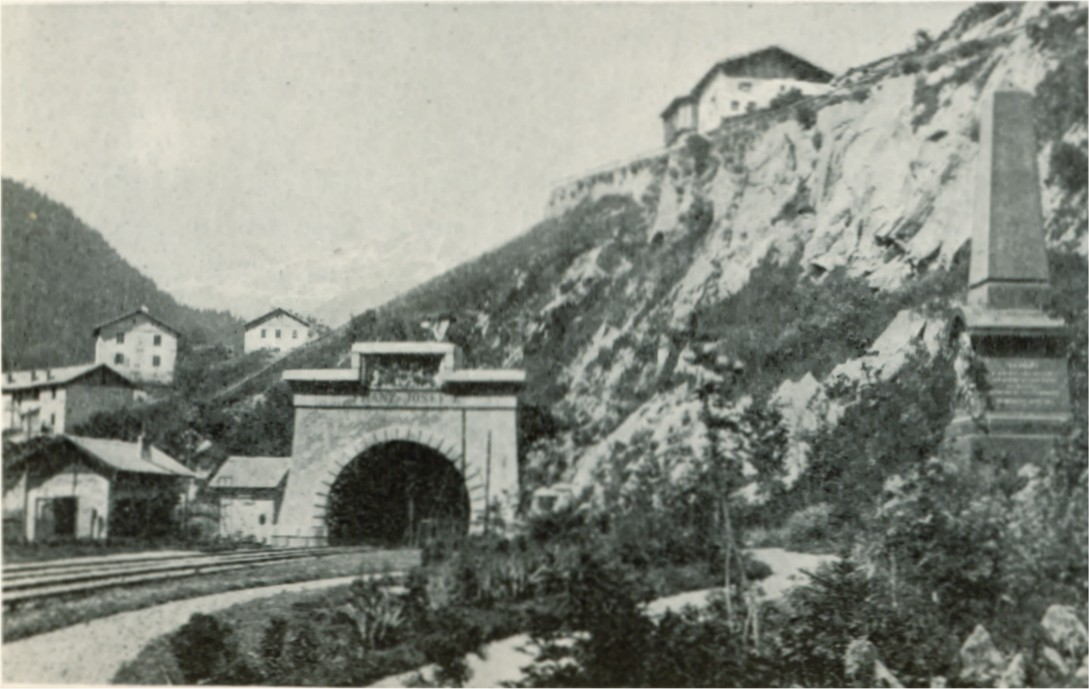
Entrée du tunnel d'Arlberg, veer 1898.

Le premier bâtiment de l'hospice a été construit au XIVe siècle. D'après une légende, il aurait été édifié par un pâtre de cochons nommé Henri, un enfant trouvé originaire de Kempten dans l'Allgäu, valet au château d'Arlen, près de la commun de Sankt Anton. Le comte Léopold III de Habsbourg aurait donné, toujours selon ce récit, un terrain sur le col d'Arlberg, où Henri aurait construit en 1386, avec l'aide de compagnons, une auberge. Pendant longtemps cette bâtisse est le seul refuge des voyageurs sur la route du col en cas de mauvais temps.
Le pape Boniface IX autorise finalement la fondation de la confrérie de saint Christophe d'Arlberg. Ce n'est qu'un 1884, avec la construction du tunnel ferroviaire d'Arlberg, que l'hospice perd sa raison d'être. L'auberge tombe progressivement en ruine, mais est déclaré patrimoine culturel, il est entretenu avec l’aide de l’administration et passe de main en main. Le développement du ski et du tourisme à partir de 1900 redonnent une certaine importance à l'hospice, et à Sankt Christoph. En 1955, le bâtiment est racheté et rénové, mais en 1957, il est détruit par un incendie. Il est reconstruit, avec sa chapelle, et rouvre deux ans plus tard,.

## La chapelle Saint-Christophe
La chapelle est attenante à l'hospice. Construite également en 1386, elle est consacrée en 1398, rénovée en 1644 et également à la fin du XIXe siècle. Elle est également détruite par l'incendie de 1956 et reconstruite en 1958. Elle contient une statue de saint Christophe due à Josef Rifesser (de), datant de 1909 et également des fresques de Fred Hochschwarzer et des vitraux de Martin Häusle de 1962

## Propriétaire actuel
En 1955, l'établissement connu alors sous le nom Gasthof Hospiz est acheté par Arnold Ganahl qui le restaure entièrement. Un incendie en 1957 détruit complètement et l'hospice et la chapelle. Arnold Ganahl les fait reconstruire, et l'hôtel est rouvert à Noël 1959. En 1964, Adolf Werner, mari de Gerda, la fille d'Arnold, reprend la direction de l’établissement avec sa femme. Depuis 1997, leur fils aîné Florian Werner en assume la direction.